# Déiphobe (sibylle)
 (août 2016).
Pour les articles homonymes, voir Déiphobe (homonymie).

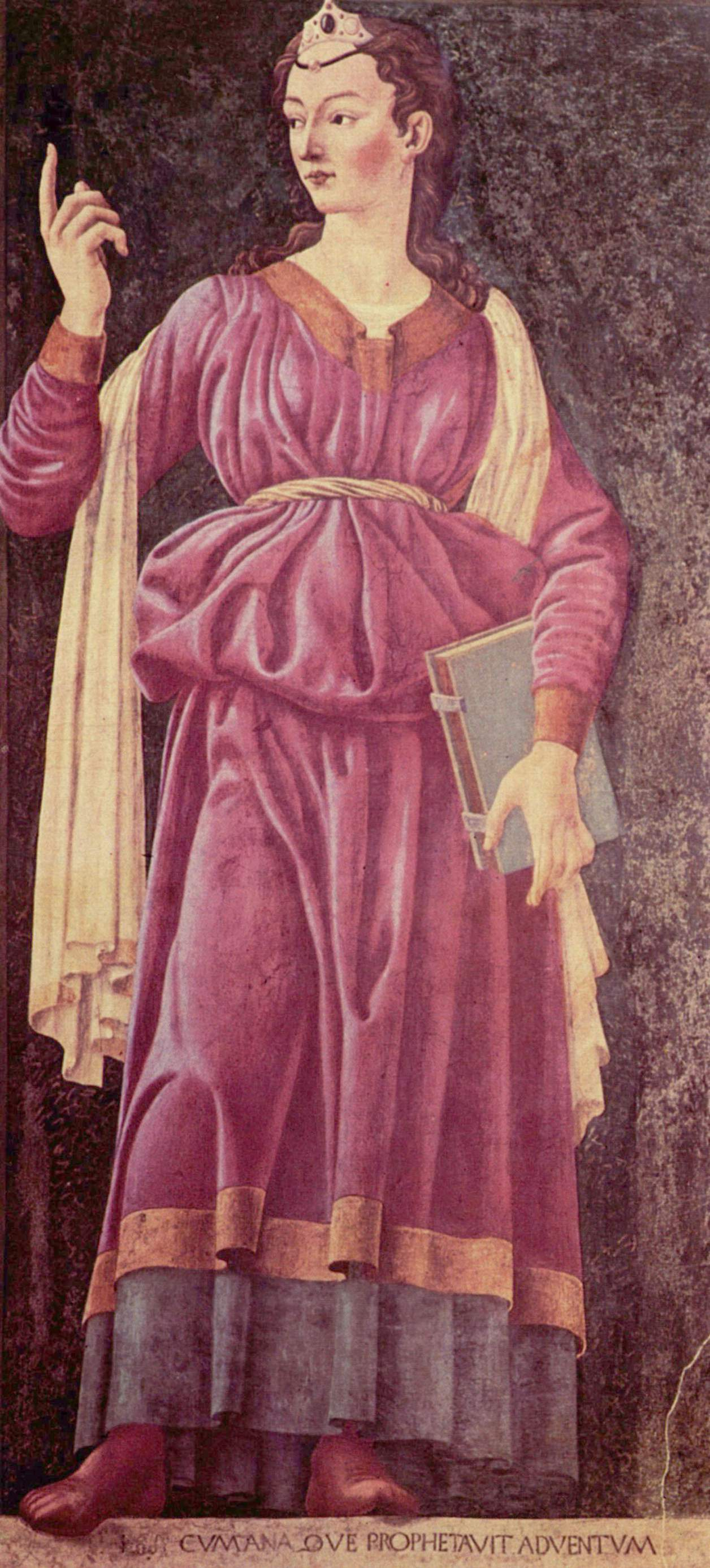
Andrea del Castagno la Sibylle de Cumes.

Dans la mythologie grecque, Déiphobe est une sibylle de Cumes.
Fille de Glaucus, aimée d'Apollon dans sa jeunesse, elle lui avait demandé de vivre autant d'années qu'elle tenait de grains de sable dans ses mains, mais elle oublia de demander en même temps une jeunesse inaltérable. Quand Énée vint en Italie, elle avait déjà 700 ans : c'est elle qui le guida aux Enfers.
C'est elle aussi, suivant Servius, qui vendit à Tarquin le Superbe les Livres sibyllins.

## Sources
- Virgile, Énéide [détail des éditions] [lire en ligne] (VI).
- Ovide, Métamorphoses [détail des éditions] [lire en ligne] (XIV).

Cet article comprend des extraits du Dictionnaire Bouillet. Il est possible de supprimer cette indication, si le texte reflète le savoir actuel sur ce thème, si les sources sont citées, s'il satisfait aux exigences linguistiques actuelles et s'il ne contient pas de propos qui vont à l'encontre des règles de neutralité de Wikipédia.